# Joseph Steiner (Architekt)

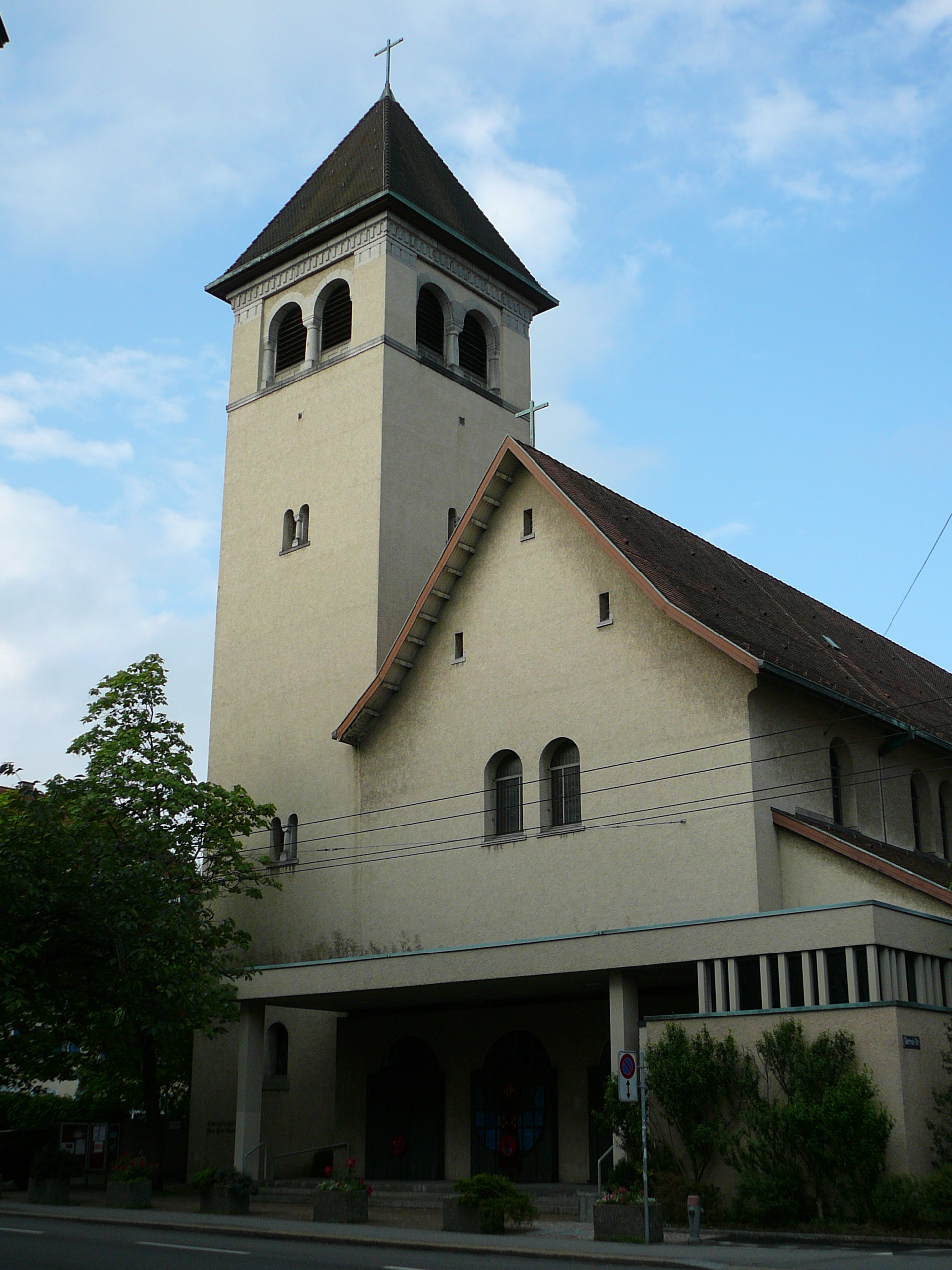
Kirche Herz Jesu, Zürich-Wiedikon, 1920–1921

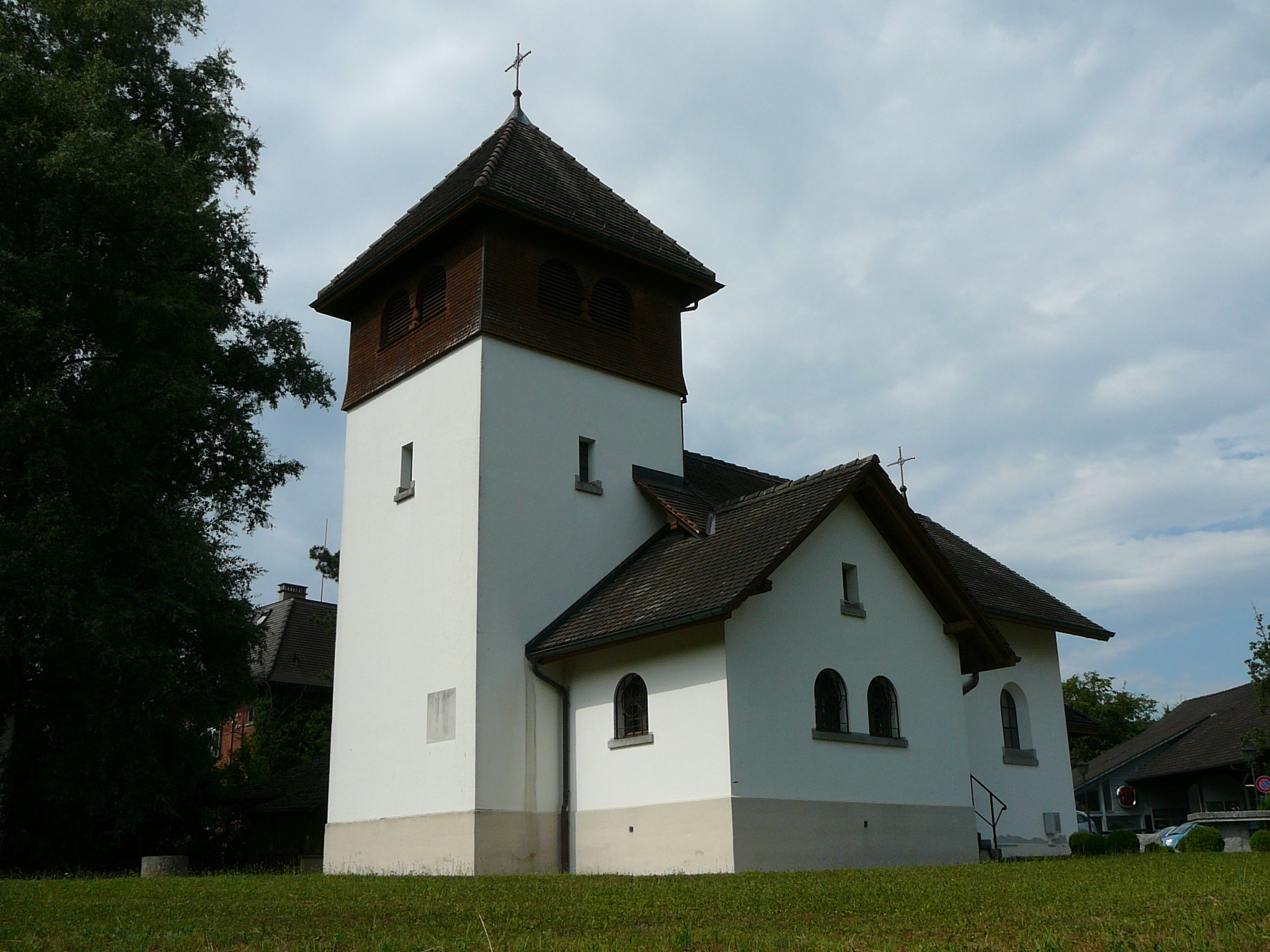
Kapelle St. Petrus, Embrach ZH, 1924

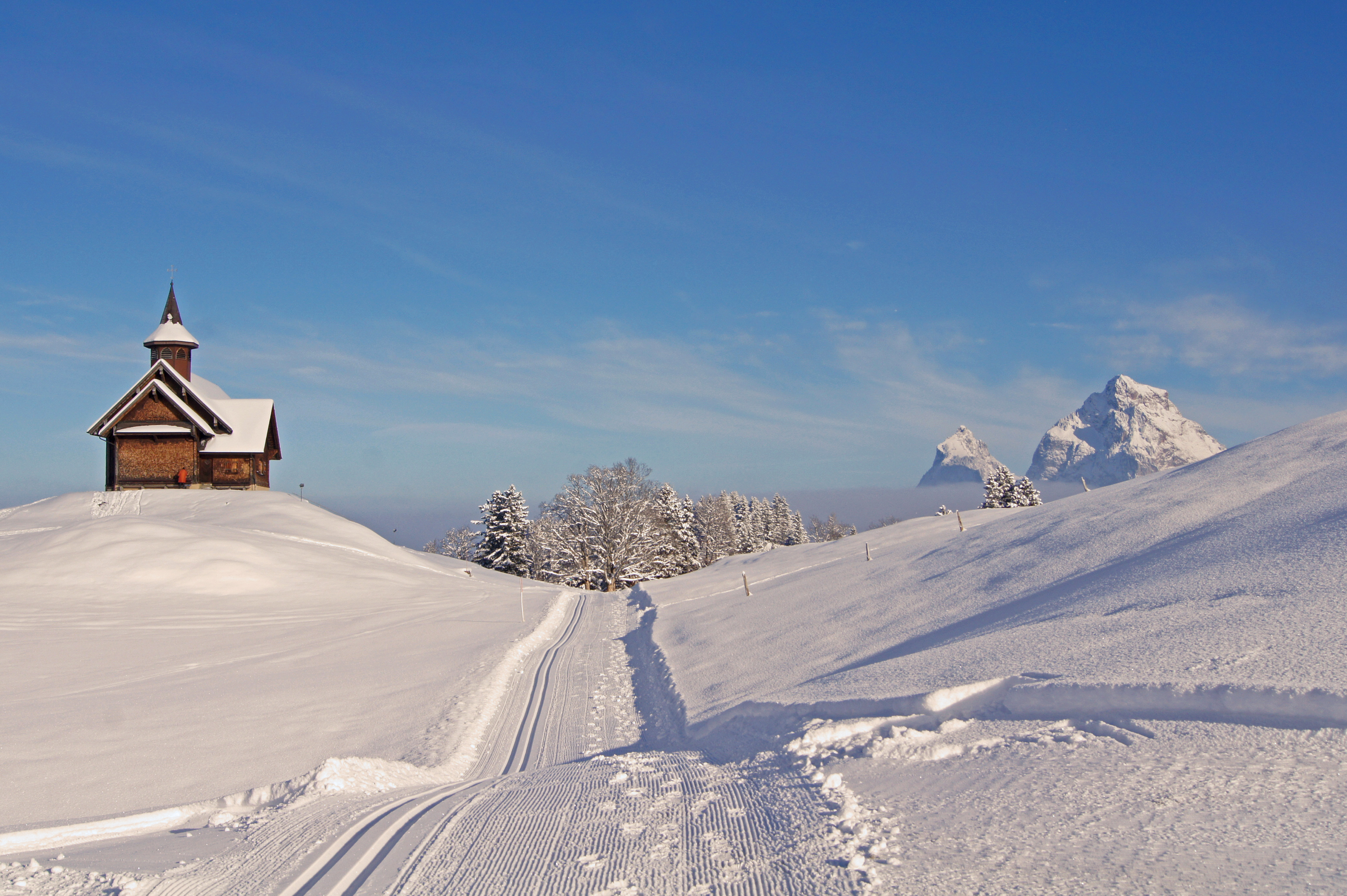
Bergkapelle Stoos SZ, 1926/1931

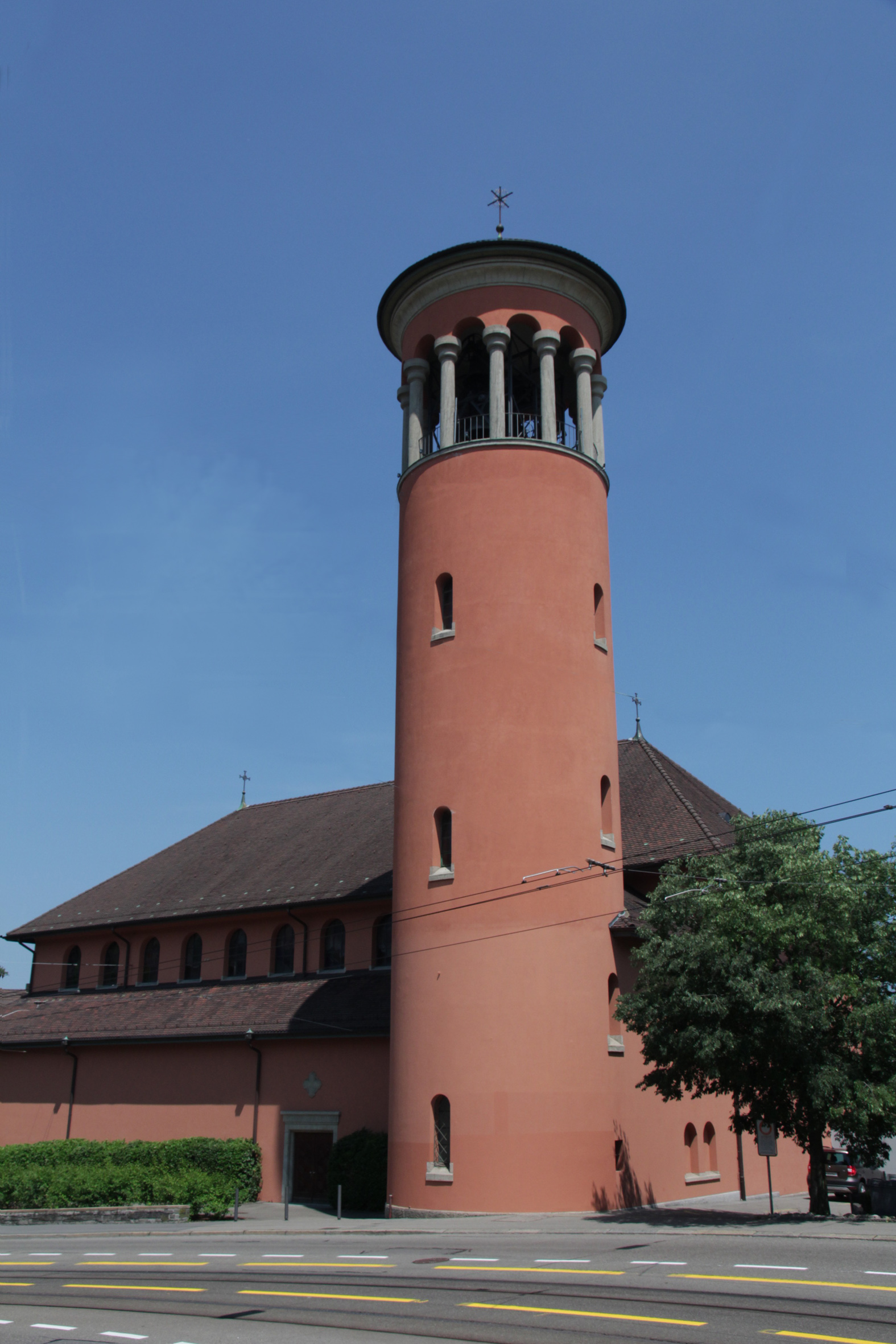
Kirche St. Franziskus, Zürich-Wollishofen, 1927–1928

Joseph Steiner (* 7. November 1882 in Schwyz; † 8. Februar 1975 ebenda) war ein Schweizer Architekt. Er baute zwischen 1920 und 1966 vor allem im Bistum Chur etliche Kirchen oder gestaltete diese um. Dadurch prägte er die schweizerische katholische Kirchenarchitektur in der ersten Hälfte des 20. Jahrhunderts massgeblich mit. 

## Leben und Werk
Joseph Steiner wurde als zweiter Sohn des Architekten Clemens Steiner-Hediger geboren. Er studierte von 1904 bis 1908 am Polytechnikum in Zürich (heute ETH Zürich) Architektur bei Alfred Friedrich Bluntschli und Gustav Gull und schloss mit dem Diplom ab. 
Nach einem Studienaufenthalt in Rom arbeitete er zunächst bei einem Kirchenarchitekt in Frankfurt und eröffnete anschliessend in Stuttgart sein eigenes Architekturbüro. In dieser Zeit entstanden u. a. der Neubau des Kapuzinerklosters mit Internat in Bocholt (Westfalen) und die Gruftkirche für Graf Adolf von Walderdorff in Möggingen (Baden).
Wegen des Ersten Weltkrieges musste Joseph Steiner sein Architekturbüro in Stuttgart aufgeben und in Schwyz neu beginnen. Ab diesem Zeitpunkt spezialisierte sich Joseph Steiner auf den Kirchenbau und realisierte diverse Neubauten von Kirchen und Kapellen sowie weitere öffentliche und private Bauten. Für die Kapuziner-Mission entwarf er eine Kirche in Kwiro (Tansania) und für die Redemptoristen eine Kirche in Oruro (Bolivien). Während vieler Jahre war Joseph Steiner Bauberater und Architekt für das Kloster Ingenbohl. Unter den zahlreichen Renovationen und Umbauten von Kirchen gehörte u. a. auch die Renovation der Fassade der Klosterkirche von Einsiedeln.
Sein Architekturbüro in Schwyz wurde von seinem Sohn Hans Steiner weitergeführt. Die Enkel Benedict und Lucas Steiner führen das Architekturbüro von Joseph Steiner weiter.

## Werke (Auswahl)
- 1910: Kapuzinerkloster Bocholt, Provinz Westfalen
- 1912–1914: Kirche Unsere liebe Frau Maria vom guten Rat, Ried-Muotathal SZ
- 1919: St. Kümmerniskapelle, Schwyz
- 1920: Kirche Liebfrauen, Hinwil ZH
- 1920–1921: Bergkapelle Haggenegg, Brunni SZ
- 1920–1921: Kirche Herz Jesu, Zürich-Wiedikon
- 1923–1924: Kirche St. Franziskus, Wetzikon ZH
- 1924: Kapelle St. Petrus, Embrach ZH
- 1925: Kirche St. Christophorus, Niederhasli ZH
- 1926/1931: Bergkapelle Stoos SZ
- 1927: Umbau Pfarrkirche St. Leonhard, Ingenbohl SZ
- 1926–1927: Kirche Herz Jesu Siebnen SZ
- 1926–1927: Kirche St. Margarethen, Wald ZH
- 1927–1928: Kirche St. Franziskus, Zürich-Wollishofen
- 1928: Wallfahrtskirche Maria Melchtal OW
- 1929/1932: Bergkapelle Haldiberg, Schattdorf UR
- 1930/1935: Bergkapelle Serpiano TI
- 1932–1933: Kirche Hl. Theresia vom Kinde Jesu Gettnau LU
- 1933–1934: Kirche Hl. Sebastian und Hl. Wendelin, Immensee SZ
- 1934/1941: Kirche Unsere liebe Frau vom Rosenkranze, Rotkreuz ZG
- 1934/1942: Altes Casino Schwyz (abgebrochen)
- 1935–1936: Kirche St. Michael (Seelisberg) UR
- 1938/1943: Zeughaus in Steinen SZ
- 1938/1948: Landwirtschaftliche Schule Pfäffikon SZ
- 1939: Kirche zum Hl. Antonius dem Einsiedler, Ibach SZ
- 1941/1944: Bergkapelle Seebodenalp, Küssnacht SZ
- 1946/1949: Bergkapelle Holzegg, Schwyz
- 1948: Jugendkirche St. Wolfgang, Einsiedeln SZ
- 1949–1950: Kirche Bruder Klaus Sigigen bei Ruswil LU
- 1950–1951: Kirche St. Josef Glattfelden ZH
- 1951: Kirche St. Michael SpiringenUR
- 1951: Kapelle St. Wendelin, Wagen bei Rapperswil SG
- 1951/1954: Bergkapelle Schwendenen ob Siebnen SZ
- 1955: Kapelle Hl. Bruder Klaus, Müselbach
- 1956–1957: Umbau Pfarrkirche zur Heiligsten Dreifaltigkeit, Adliswil ZH
- 1956–1958: Umbau Pfarrkirche zu den Hl. Ambrosius und Hl. Othmar, Erstfeld UR
- 1958: Kirche Hl. Drei Könige, Illgau SZ
- 1966: Sanierung Klosterkirche St. Lazarus, Seedorf UR
- 1965/1968: Bergkapelle auf dem Pragelpass SZ